# Leslie Graham
Robert Leslie (Les) Graham was een Brits motorcoureur in de jaren dertig, veertig en vijftig. Hij werd in het seizoen 1949 de eerste wereldkampioen in de 500cc-klasse met een AJS E90 "Porcupine". Leslie Graham was de vader van coureur Stuart Graham.

## Carrière 1929-1939
Les Graham begon met motorsport toen hij ging deelnemen aan dirttrackraces op de Stanley Speedway in Liverpool. In 1929 nam hij met een gebruikte DOT-JAP deel aan een race op het Park Hall Circuit, op het landgoed Park Hall in Owestry. Hij werd tweede achter Henry Pinnington op een AJS. In de jaren daarna racete hij met een aantal Rudge-Pythons met wisselend succes. In 1936 kocht hij een vrijwel nieuwe 250cc-OK Supreme kopklepper, die goedkoop was omdat er motorschade was ontstaan door een gebroken klep. Hij reviseerde de motor en zette de machine in in de Grand Prix van Ulster van dat jaar, maar al na één ronde liep het big-end drijfstanglager er uit. In de winter van 1936-1937 reviseerde hij de motor opnieuw om aan de North West 200 race in Noord-Ierland deel te nemen. Hij leidde de race in de 250cc-klasse tot hij viel. Graham kon de race voortzetten en reed weer op de derde plaats achter twee Excelsiors toen de nokkenasaandrijving stuk ging. Hij herbouwde de motor nogmaals, en nog in 1937 won hij de race op Donington Park. Hij werd vierde in de Grand Prix van Ulster. Hierna werd hij benaderd door John Humphries, de zoon van OK Supreme-oprichter Ernest Humphries, om als coureur én constructeur voor hem te werken. John Humphries ging zich in die tijd concentreren op grasbaanraces met 350cc-JAP-inbouwmotoren in OK Supreme frames. De fabrieksrijders Andy McKay, John Humphries en Les Graham werden bekend als "The Midlands trio of OK-JAP riders". In 1938 reden ze in het Zuidoostelijke kampioenschap op de "mountain mile" grasbaan op Layhams Farm. Les Graham won de Matchless Trophy, een race over 20 ronden in een recordtijd, hoewel hij daar niet eerder gereden had. In dat jaar werd Les veertiende in de Lightweight TT op Man met een OK Supreme. In 1939 reed Graham voor een zeer klein merk, CTS, dat uitsluitend racemotoren voor de TT van Man leverde. Het model van Graham was uitgerust met een Rudge motor, maar hij viel in de voorlaatste ronde, op de vierde plaats liggend, uit door problemen met de versnellingsbak. Jock West zag de race, en contracteerde Les Graham om in 1940 voor Velocette te rijden. Dat was opmerkelijk, want West was samen met Georg Meier fabrieksrijder voor BMW (hij werd in dat jaar tweede in de senior TT met een  BMW RS 500 compressormachine).

## Tweede Wereldoorlog
Het racen voor Velocette ging niet door vanwege het uitbreken van de oorlog. Zowel West als Graham traden toe tot de Royal Air Force. Jock West stond als Wing Commander aan het hoofd van een fabriek die gecrashte vliegtuigen herstelde en Les Graham werd piloot bij het 166 Squadron. Hij vloog Lancaster bommenwerpers boven Duitsland. Hij werd Flight Lieutenant en werd in september 1944 onderscheiden met het Distinguished Flying Cross. Jock West kreeg de Orde van het Britse Rijk. Aan het einde van de oorlog werd Graham overgeplaatst naar het Transport Command, dat goederen transporteerde, maar later ook paratroepen dropte. Na de oorlog kreeg Les Graham een uitnodiging van Wing Commander West om te gaan werken bij Associated Motor Cycles (AMC). Dat was een samenwerkingsverband waarvan de merken Matchless, AJS en Francis-Barnett deel uitmaakten en dat concurreerde met Triumph, Norton en de BSA groep, die bestond uit BSA en Sunbeam.

## Carrière 1946-1953

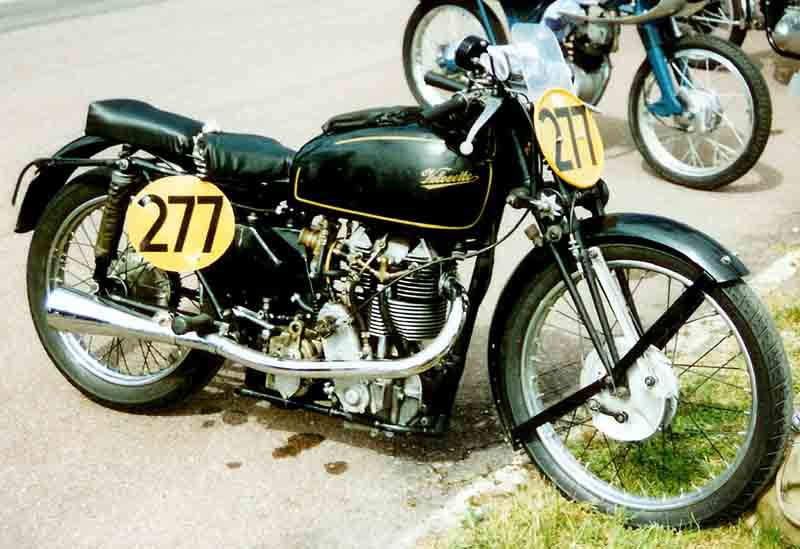
Velocette KTT Mk VIII

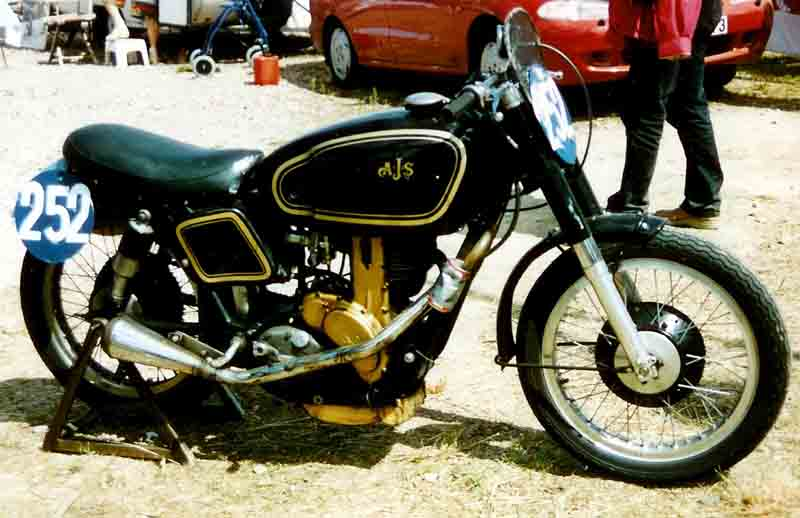
AJS 7R Boy Racer uit 1948

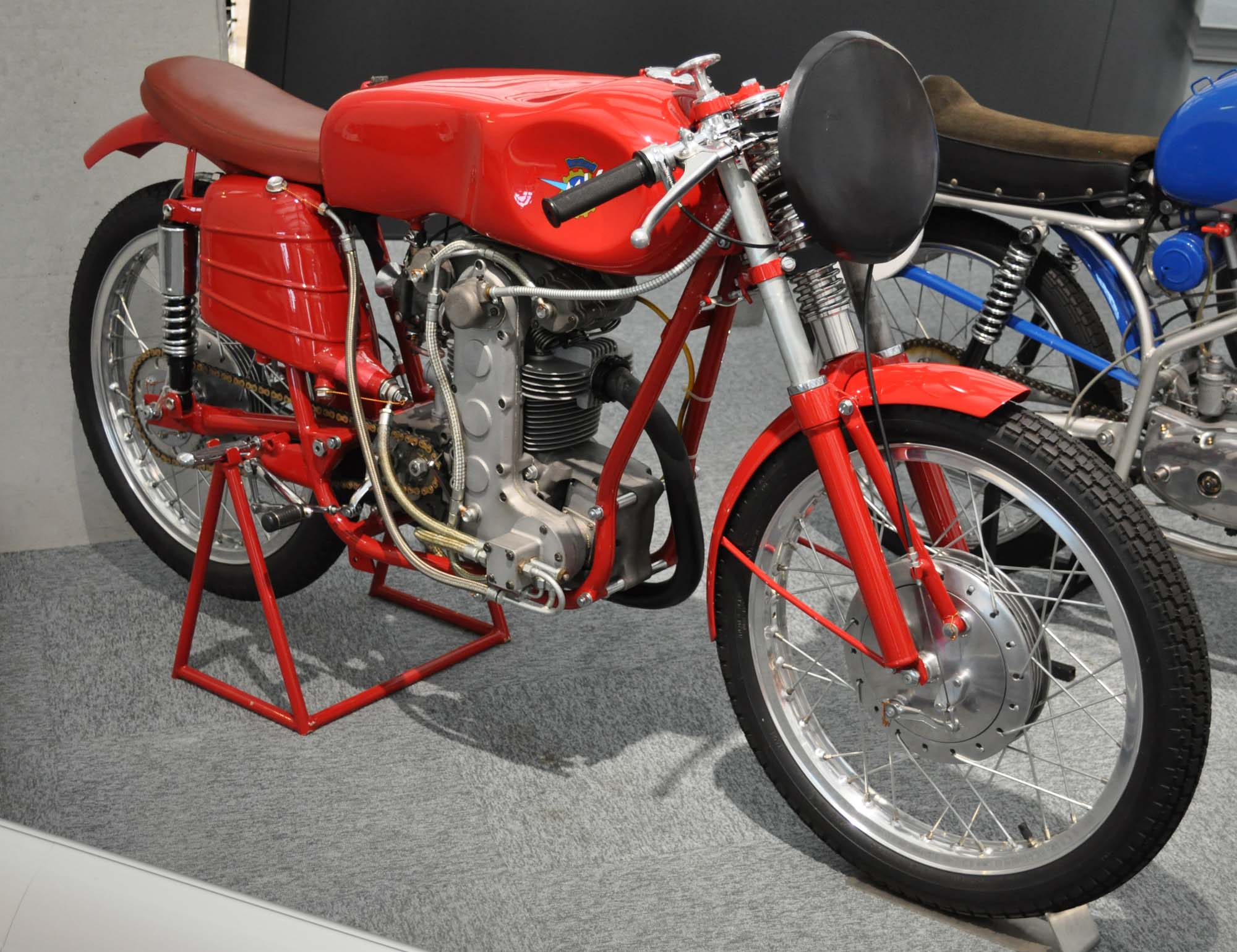
MV Agusta 125 Bialbero

In het eerste jaar na de oorlog hadden alle coureurs en zelfs fabrieksteams te maken met grote problemen met de betrouwbaarheid van hun machines. Niet alleen moesten ze veelal modellen van vóór de oorlog inzetten, maar goede materialen waren nauwelijks te krijgen. Banden liepen spontaan van de velgen en de klopvastheid van de benzine was bijzonder slecht. Leslie Graham viel in Ulster uit met een vastgelopen zuiger, niet door slecht materiaal of slechte koeling, maar simpelweg omdat hij de juiste smeerolie niet had kunnen bemachtigen. Hoewel hij voor AMC werkte reed hij als privérijder met een 350cc-Norton M40 (Manx), waarmee hij de eerste race op Cadwell Park won. In 1947 was de AJS E90 "Porcupine" (stekelvarken) klaar, en Les Graham behaalde er een negende plaats mee in de 500cc-Senior TT. 
Aan het einde van de jaren veertig maakte hij deel uit van het raceteam van AJS. In 1948 werd hij zevende in de 350cc-Junior TT met de AJS 7R "Boy Racer", maar in de Senior TT viel hij uit. In dat jaar gingen Graham, West en de Franse rijder Georges Monneret naar het hogesnelheidscircuit van Montlhéry, waar ze 18 snelheidsrecords braken. In 1949 werd voor het eerst het wereldkampioenschap wegrace georganiseerd. Les Graham won met de AJS Porcupine de wedstrijden in Bremgarten (Zwitserland) en op het militaire vliegveld van Clady (Ulster) en werd de allereerste 500cc-wereldkampioen. Dat kwam ook door de bijzondere puntentelling in dat jaar: Alleen de beste drie resultaten telden en de snelste ronde leverde een extra punt op. Les Graham had twee overwinningen en een tweede plaats en zowel in Bremgarten als in Ulster de snelste ronde gereden. Nello Pagani (Gilera) had twee eerste en een derde plaats, en in Assen en Ulster de snelste ronde gereden. Als alle wedstrijdpunten meegeteld waren had Pagani ruim gewonnen. In 1950 werd Graham in het wereldkampioenschap wegrace derde achter Umberto Masetti (Gilera) en Geoff Duke (Norton), maar hij nam ook deel aan de International Six Days Trial in Wales met een 350cc-AJS 16M. In 1951 naderde de AJS Porcupine het einde van zijn latijn, en Graham ging in op het aanbod van graaf Domenico Agusta om voor MV Agusta te gaan rijden, maar vooral om de 500cc-viercilinder MV Agusta te helpen ontwikkelen. Hij scoorde dan ook geen punten met de MV Agusta. Dat deed hij wel in de 350cc-klasse, maar omdat MV Agusta daar niet aan deelnam, deed hij dat met een Velocette KTT Mk VIII. Hij werd zesde in het wereldkampioenschap en won de Grand Prix van Zwitserland. Hij werd achtste in de 125cc-klasse met een MV Agusta 125 Bialbero. In 1952 werd Graham met de 500cc-MV Agusta viercilinder tweede achter Umberto Masetti (Gilera). Hij startte ook in alle andere soloklassen: 13e in de 350cc-klasse met Velocette, derde in de 250cc-klasse met Velocette én Benelli en vierde in de 125cc-klasse met MV Agusta. 

### Overlijden
In 1953 werd Graham getipt voor de 500cc-wereldtitel, maar het mocht niet zo zijn. Op donderdag 11 juni won hij voor het eerst de TT van Man, de Ultra-Lightweight TT (125 cc) met de MV Agusta eencilinder. Op vrijdag verloor hij de beheersing over de viercilinder in het dal van Bray Hill, bij Quarterbridge Road. Hij was op slag dood. 

### Les Graham Memorial Shelter
Bij Bungalow Bridge werd in 1955 de Les Graham Memorial Shelter gebouwd. Dit gebouw, in de stijl van een alpinehut met dubbel puntdak en de bocht wordt sindsdien meestal "Les Graham Memorial" genoemd.

## Trivia

### AJS Porcupine
De AJS E90 Porcupine was al tijdens de Tweede Wereldoorlog ontwikkeld om tegengas te bieden aan de compressorracers. BMW gebruikte ze al volop en ook Moto Guzzi experimenteerde met 250- en 500cc-racers met compressoren. Na de oorlog verbood de FICM het gebruik van compressoren, uitgerekend na druk van de Britten, die de voorsprong van de Duitsers en de Italianen nog niet ingelopen hadden. Daarom moest de motor herzien worden vóór hij in 1945 gepresenteerd werd. Maar de asmogendheden waren in de eerste vredesjaren nog uitgesloten van internationale sportevenementen, waardoor ze geen bedreiging konden vormen. De machine had twee liggende cilinders en daarom waren er smalle, lange koelribben toegepast, die op stekels leken en daar kwam de bijnaam "Porcupine" (stekelvarken) van. 

### MV Agusta viercilinders

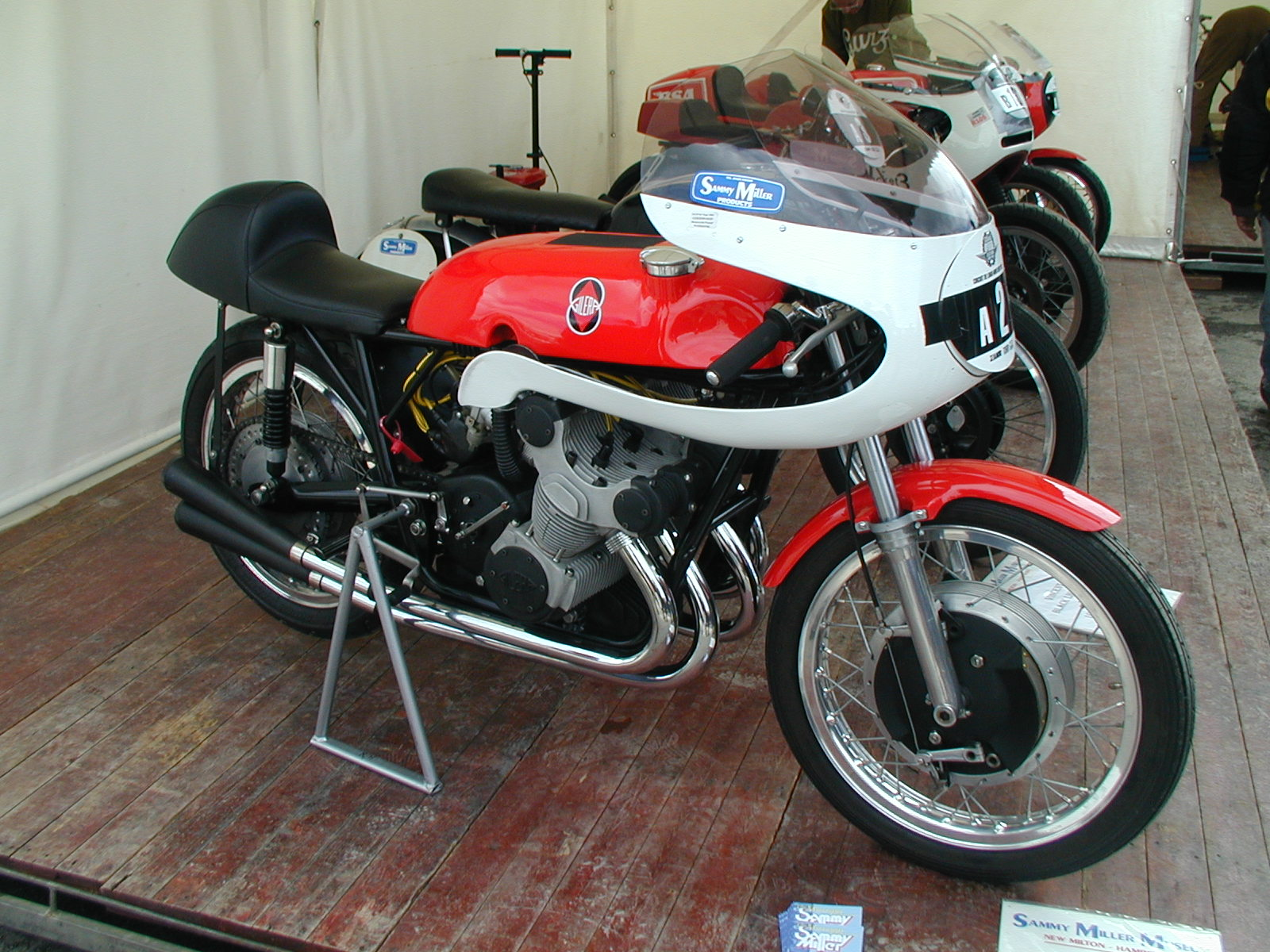
Gilera 500 4C

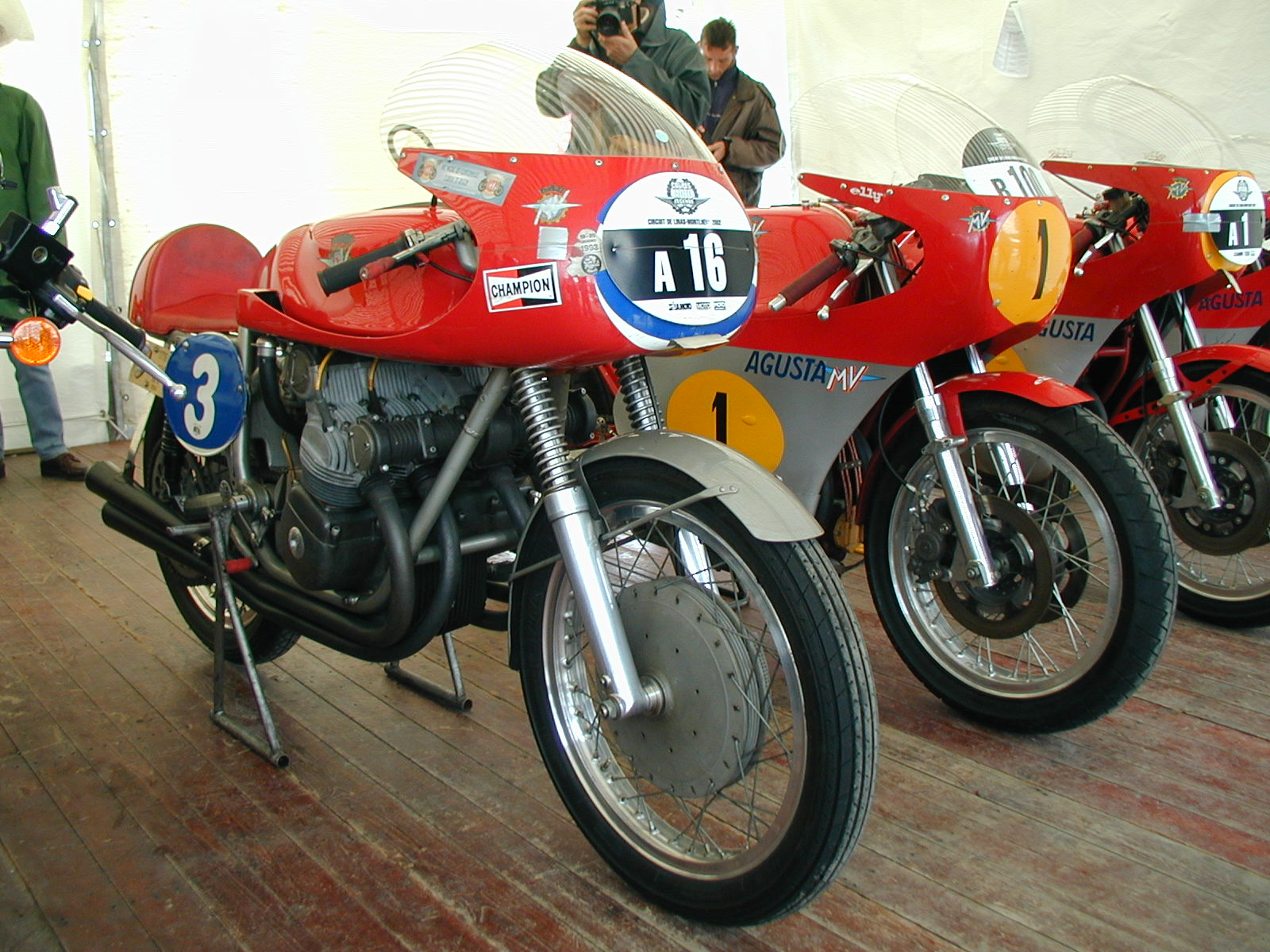
MV Agusta 500 4C

Piero Remor had al aan het einde van de jaren twintig een luchtgekoelde dwarsgeplaatste viercilinder lijnmotor ontwikkeld voor Officine di Precisione Romane Automobilistiche in Rome. Dat ontwerp ging van hand tot hand. Eerst werd het gekocht door Compagnia Nazionale Aeronautica, dat het in 1933 weer doorverkocht aan Gilera. Dat bouwde er de snelle racemotoren mee waarmee vanaf 1950 successen werden behaald. In 1950 ging Piero Remor naar MV Agusta, waar hij vrijwel dezelfde motor nog eens ontwierp. De MV Agusta coureurs moesten het dus opnemen tegen zijn eigen ontwerp, en uiterlijk waren er tussen de Gilera's en de MV Agusta's nauwelijks verschillen.

## Wereldkampioenschap wegrace resultaten
|                    | 1e | 2e | 3e | 4e | 5e | 6e | snelste ronde |
| ------------------ | -- | -- | -- | -- | -- | -- | ------------- |
| Punten 1949:       | 10 | 8  | 7  | 6  | 5  | 0  | 1             |
| Punten vanaf 1950: | 8  | 6  | 4  | 3  | 2  | 1  | 0             |

(Races in cursief geven de snelste ronde aan, punten tussen haakjes zijn inclusief streepresultaten)
| Jaar | Klasse | Team      | Motorfiets            | 1       | 2       | 3       | 4       | 5     | 6       | 7     | 8       | 8     | Punten  | Plaats | Overwinningen |  | Wereldkampioen                                 |
| ---- | ------ | --------- | --------------------- | ------- | ------- | ------- | ------- | ----- | ------- | ----- | ------- | ----- | ------- | ------ | ------------- |  | ---------------------------------------------- |
| 1949 | 350 cc | AJS       | 7R "Boy Racer"        | IOM DNF | ZWI 2   | NED -   | BEL -   | ULS - | NAT -   |       |         |       | 8       | 7e     | 0             |  | Freddie Frith, Velocette KTT Mk VIII           |
| 1949 | 500 cc | AJS       | E90 "Porcupine"       | IOM 10  | ZWI 1   | NED 2   | BEL DNF | ULS 1 | NAT DNF |       |         |       | 30 (31) | 1e     | 2             |  | Les Graham, AJS E90 "Porcupine"                |
| 1950 | 350 cc | AJS       | 7R "Boy Racer"        | IOM 4   | BEL -   | NED -   | ZWI 1   | ULS - | NAT 2   |       |         |       | 17      | 3e     | 1             |  | Bob Foster, Velocette KTT Mk VIII              |
| 1950 | 500 cc | AJS       | E90 "Porcupine"       | IOM 4   | BEL DNF | NED DNF | ZWI 1   | ULS 2 | NAT 7   |       |         |       | 17      | 3e     | 1             |  | Umberto Masetti, Gilera 500 4C                 |
| 1951 | 125 cc | MV Agusta | 125 Bialbero          | SPA -   |         | IOM DNF |         | NED 3 |         | ULS - | NAT -   |       | 4       | 8e     | 0             |  | Carlo Ubbiali, Mondial 125 Bialbero            |
| 1951 | 350 cc | Privé     | Velocette KTT Mk VIII | SPA 2   | ZWI 1   | IOM 10  | BEL DNF | NED - | FRA -   | ULS - | NAT 7   |       | 14      | 6e     | 1             |  | Geoff Duke, Norton 40M Manx                    |
| 1951 | 500 cc | MV Agusta | 500 4C                | SPA DNF | ZWI -   | IOM DNF | BEL DNF | NED - | FRA DNF | ULS - |         |       | 0       | -      | 0             |  | Geoff Duke, Norton 30M Manx                    |
| 1951 | 500 cc | Privé     | Norton 30M Manx       |         |         |         |         |       |         |       | NAT DNF |       | 0       | -      | 0             |  | Geoff Duke, Norton 30M Manx                    |
| 1952 | 125 cc | MV Agusta | 125 Bialbero          |         | IOM -   | NED -   |         | DUI - | ULS -   | NAT 3 | SPA 2   |       | 10      | 4e     | 0             |  | Cecil Sandford, MV Agusta 125 Bialbero         |
| 1952 | 250 cc | Privé     | Benelli               | ZWI 3   |         |         |         |       |         |       |         |       | 11      | 7e     | 0             |  | Enrico Lorenzetti, Moto Guzzi Gambalunghino    |
| 1952 | 250 cc | Velocette | Prototype             |         | IOM 4   | NED -   |         | DUI - | ULS 3   | NAT - |         |       | 11      | 7e     | 0             |  | Enrico Lorenzetti, Moto Guzzi Gambalunghino    |
| 1952 | 350 cc | Velocette | KTT Mk VIII           | ZWI -   | IOM DNF | NED -   | BEL 6   | DUI - | ULS -   | NAT - |         |       | 1       | 13e    | 0             |  | Geoff Duke, Norton 40M Manx                    |
| 1952 | 500 cc | MV Agusta | 500 4C                | ZWI DNF | IOM 2   | NED 7   | BEL DNF | DUI 4 | ULS DNF | NAT 1 | SPA 1   |       | 25      | 2e     | 2             |  | Umberto Masetti, Gilera 500 4C                 |
| 1953 | 125 cc | MV Agusta | 125 Bialbero          | IOM 1   | NED -   |         | DUI -   |       | ULS -   |       | NAT -   | SPA - | 8       | 5e     | 1             |  | Werner Haas, NSU Rennfox                       |
| 1953 | 350 cc | MV Agusta | 350 4C                | IOM DNF | NED -   | BEL -   |         | FRA - | ULS -   | ZWI - | NAT -   |       | 0       | -      | 0             |  | Fergus Anderson, Moto Guzzi Monocilindrica 350 |
| 1953 | 500 cc | MV Agusta | 500 4C                | IOM (†) | NED -   | BEL -   | DUI -   | FRA - | ULS -   | ZWI - | NAT -   | SPA - | 0       | -      | 0             |  | Geoff Duke, Gilera 500 4C                      |

## Isle of Man TT resultaten
| Jaar | Klasse                | Team       | Motorfiets            | Plaats  | Punten |
| ---- | --------------------- | ---------- | --------------------- | ------- | ------ |
| 1938 | Lightweight TT        | OK Supreme | Silver Cloud 250      | 12      | NVT    |
| 1939 | Lightweight TT        | CTS        | CTS                   | DNF     | NVT    |
| 1947 | Senior TT             | AJS        | E90 "Porcupine"       | 9       | NVT    |
| 1948 | Junior TT             | AJS        | 7R "Boy Racer"        | 7       | NVT    |
| 1948 | Senior TT             | AJS        | E90 "Porcupine"       | DNF     | NVT    |
| 1949 | Junior TT             | AJS        | 7R "Boy Racer"        | DNF     | 0      |
| 1949 | Senior TT             | AJS        | E90 "Porcupine"       | 4       | 6      |
| 1950 | Junior TT             | AJS        | 7R "Boy Racer"        | 4       | 3      |
| 1950 | Senior TT             | AJS        | E90 "Porcupine"       | 4       | 6      |
| 1951 | Ultra-Lightweight TT  | MV Agusta  | 125 Bialbero          | DNF     | 0      |
| 1951 | Junior TT             | Privé      | Velocette KTT Mk VIII | 10      | 0      |
| 1951 | Senior TT             | MV Agusta  | 500 4C                | DNF     | 0      |
| 1952 | Lightweight 250 cc TT | Velocette  | Prototype             | 4       | 3      |
| 1952 | Junior TT             | Velocette  | KTT Mk VIII           | DNF     | 0      |
| 1952 | Senior TT             | MV Agusta  | 500 4C                | 2       | 6      |
| 1953 | Lightweight 125 cc TT | MV Agusta  | 125 Bialbero          | 1       | 8      |
| 1953 | Junior TT             | MV Agusta  | 350 4C                | DNF     | 0      |
| 1953 | Senior TT             | MV Agusta  | 500 4C                | DNF (†) | 0      |